# رودریگو فابری
رودریگو فابری (انگلیسی: Rodrigo Fabri؛ زادهٔ ۱۵ ژانویهٔ ۱۹۷۶) بازیکن سابق فوتبال اهل برزیل است که در پست هافبک یا مهاجم بازی می‌کرد.
وی همچنین در تیم ملی فوتبال برزیل بازی کرده‌است.